# NGC 3091
NGC 3091 (również PGC 28927 lub HCG 42A) – galaktyka eliptyczna (E1), znajdująca się w gwiazdozbiorze Hydry. Odkrył ją William Herschel 7 lutego 1785 roku. Należy do zwartej grupy galaktyk Hickson 42 (HCG 42).